# Andréyevskaya (Krasnodar)
Andréyevskaya (del ruso: Андреевская) es una stanitsa del raión de Kalíninskaya del krai de Krasnodar de Rusia. Está situada en la orilla derecha del río Kosataya, tributario del río Ponura, un afluente del delta del río Kirpili, 18 km al sur de Kalíninskaya y 41 km al noroeste de Krasnodar, la capital del krai. Tenía 1 747 habitantes en 2010.
Pertenece al municipio Boikoponurskoye.